# Scopula agraria
Scopula agraria är en fjärilsart som beskrevs av Sensu Rebel 1908. Scopula agraria ingår i släktet Scopula och familjen mätare. Inga underarter finns listade.